# Audoin
Audoin, Alduin lub Auduin – król Longobardów w latach 546–560, który wprowadził Longobardów do Panonii.
Pod rządami Audoina Longobardowie zostali uznani jako foederati Bizantyńczyków (546), po podpisaniu traktatu z cesarzem Justynianem I, dającego im władzę w Panonii między rzekami Drawą a Sawą. W 547 doszło do konfliktu między Longobardami a sąsiadującymi z nimi od południa Gepidami. Jednakże zanim doszło do starcia, obie strony zawarły ze sobą porozumienie. Kolejny konflikt wybuchł w 549, ale i tym razem uniknięto walk ze względu na jakieś niewyjaśnione wydarzenie. Po dwuletnim rozejmie w 551 wojna między Longobardami a Gepidami wybuchła na nowo. Longobardów wsparły wojska bizantyńskie i wspólnie pokonały Gepidów, a Cesarstwo odzyskało tereny zajęte przez Gepidów w 540.
Począwszy od 551 Audoin był zobowiązany wysyłać oddziały na służbę do Narsesa w Italii przeciw Ostrogotom. W następnym roku (552) wysłał ponad 5000 mężczyzn, by pokonali Ostrogotów pod Busta Gallorum w Umbrii.
Audoin poślubił Rodelindę, przebywającą na terenie Bizancjum, córkę Hermanafryda, ostatniego króla Turyngów i Amalabergi, krewnej króla Ostrogotów Teodoryka Wielkiego. Zmarł w 563 lub 565. Jego następcą został jego syn Alboin, który wprowadził Longobardów do Italii.